# Wood Dale (Illinois)
Wood Dale je grad u američkoj saveznoj državi Ilinois. Prema popisu stanovništva iz 2010. u njemu je živjelo 13.770 stanovnika.